# 大浜町 (静岡県)
大浜町（おおはまちょう、英語: Ōhama Town）は、日本にかつて存在した町である。静岡県小笠郡に属した。

## 概要
1956年（昭和31年）に静岡県小笠郡にて千浜村と大坂村が合併し、大浜町が設置された。その後、小笠郡城東村の一部が町域に編入されている。1973年（昭和48年）に大浜町は城東村と合併し、大東町が設置された。

## 地理

### 地勢
静岡県の西に位置していた。牛淵川など菊川とその支川が北から南に流れている。南は太平洋に臨んでおり、菊川が注いでいる。海岸は国安海岸や千浜海岸など大浜海岸と総称される砂浜となっており、浜岡町の浜岡砂丘などとともに南遠大砂丘の一角を構成している。全域が現在の掛川市に含まれており、掛川市の南部にあたる。
- 山：三井山
- 河川：牛淵川、菊川
- 海浜：大浜海岸、国安海岸、千浜海岸
- 海洋：太平洋、遠州灘

### 隣接していた自治体
- 静岡県
  - 小笠郡
    - 小笠町
    - 浜岡町
    - 大須賀町
    - 城東村

## 歴史

### 沿革
1956年（昭和31年）8月1日、静岡県小笠郡にて千浜村と大坂村が合併して大浜町が発足した。1957年（昭和32年）9月1日には、城東村の中の一部が大浜町に編入された。1973年（昭和48年）4月1日、城東村と合併して大東町が発足した。それにともない、同年4月1日に大浜町は廃止された。

### 年表
- 1956年 - 千浜村、大坂村が合併して大浜町を新設。
- 1957年 - 城東村の一部を編入。
- 1973年 - 大浜町、城東村が合併して大東町を新設。

## 教育
- 大浜町立千浜小学校
- 大浜町立大坂小学校
- 大浜町立大浜中学校

## 神社仏閣

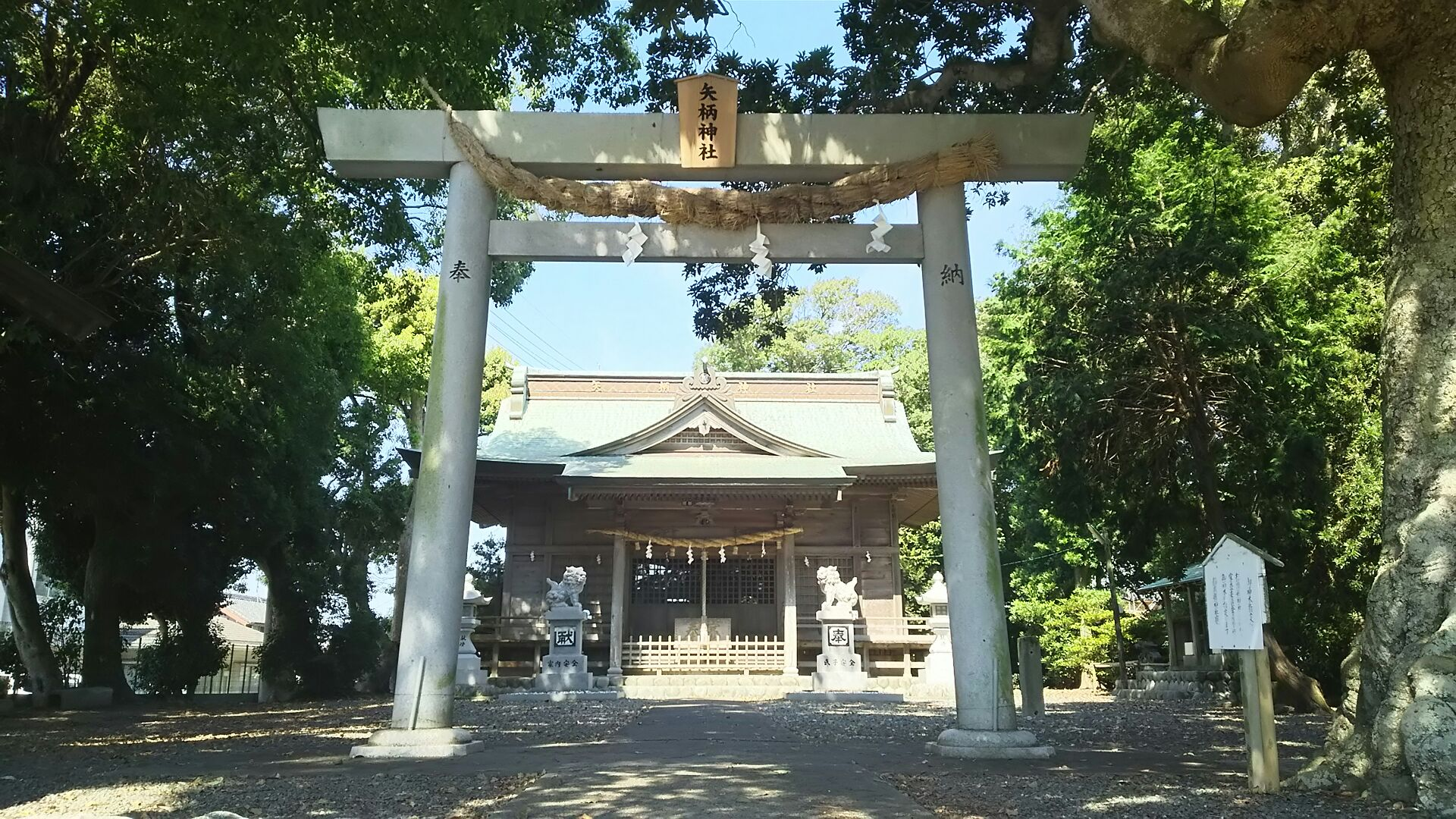
旧大浜町に鎮座する矢柄神社の鳥居（2016年7月31日撮影）

町内には多数の神社が鎮座しており、人々の信仰を集めていた。かつての郷社として矢柄神社などが鎮座していた。一方、町内には多数の寺院や堂宇も創建され、人々の信仰を集めていた。貞永寺は、遠江国の安国寺となっている。
- 矢柄神社
- 貞永寺

## 交通

### 鉄道
静岡鉄道駿遠線が敷設されていたが、新三俣駅までは1964年（昭和39年）に廃止され、新三俣駅から先は1967年（昭和42年）に廃止された。
- 静岡鉄道
  - 駿遠線（新三俣までは1964年、新三俣から先は1967年廃止）
    - 千浜駅 - 西千浜駅 - 新三俣駅 - 南大坂駅 - 谷口駅

### 道路

#### 一般国道
- 国道150号

#### 都道府県道
下記の呼称は現在のものである。
- 静岡県道38号掛川大東線
- 静岡県道69号相良大須賀線
- 静岡県道244号大東菊川線
- 静岡県道247号中方千浜線
- 静岡県道372号大東相良線

## 名所・旧跡・観光スポット・祭事・催事
- 三井山砦跡
- 大浜映画劇場
- 御前崎遠州灘県立自然公園
- 千浜文化劇場

## 出身の人物
- 赤堀四郎（化学者） - 大阪大学総長
- 大倉重信（政治家） - 大東町町長
- 大倉重作（政治家） - 大浜町町長、大東町町長
- 笠原鯥太郞（政治家） - 千浜村村長